# Heteropterys aureosericea
Heteropterys aureosericea är en tvåhjärtbladig växtart som beskrevs av José Cuatrecasas. Heteropterys aureosericea ingår i släktet Heteropterys och familjen Malpighiaceae. Inga underarter finns listade i Catalogue of Life.